# مارينغو (حصان)
حصان مارينغو (1793-1831) هو حصان شهير للأمبراطور الفرنسي نابليون بونابرت وكان الحصان من السلالة العربية، تم استيراد الحصان مارينغو من مصر بعد معركة أبو قير عام 1799 عندما كان يبلغ من العمر ست سنوات. الحصان العربي كان صغيرًا ورمادي اللون ، وسمي بهذا الاسم نسبة إلى انتصار نابليون بونابرت في معركة مارينغو في إيطاليا عام 1800. ويقال إن نابليون قد امتطاه خلال العديد من حملاته بين عامي 1800 و1815، وعلى الرغم من صغر حجمه البالغ (57 بوصة ، 145 سم) إلا أنه كان موثوقًا به وثابتًا وشجاعًا، وشارك مع نابليون بونابرت في أهم معاركة.

## تسمية مارينغو

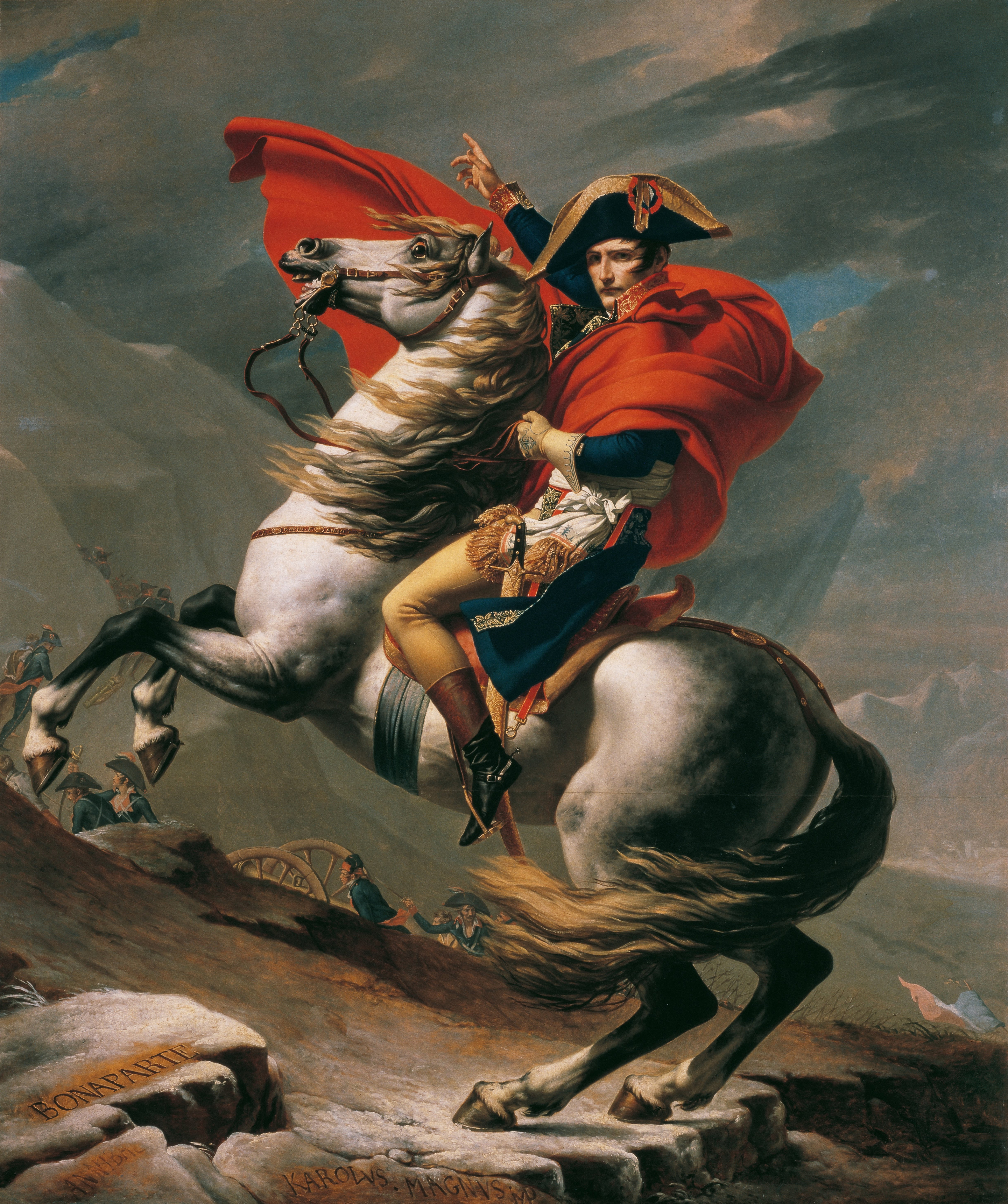
نابليون يعبر جبال الألب، لوحة جاك لوي دافيد. يُعتقد أن الحصان الموجود في اللوحة هو مارينغو.

على حسب المصادر الفرنسية، ولد مارينغو في مصر عام 1794 وتمكن الفرنسيون من الإمساك به خلال معركة أبو قير في يوليو عام 1799 أثناء الحملة الفرنسية على مصر لينقل بعدها إلى فرنسا خلال نفس السنة ويصبح من بعدها الحصان المفضل لنابليون بونابرت.
وبناء على العديد من المؤرخين المختصين في الحقبة النابليونية، منح نابليون بونابرت هذا الحصان اسم مارينغو كناية على معركة مارينغو التي قاد خلالها بونابرت الفرنسيين لتحقيق نصر ساحق على القوات النمساوية في 14 يونيو 1800 قرب قرية سبينيتا مارينغو بمقاطعة بييمونت الإيطالية.

## مسيرة مارينغو الحربية
خلال مسيرته العسكرية، رافق مارينغو الإمبراطور نابليون بونابرت أثناء العديد من المعارك الحاسمة التي حددت مستقبل أوروبا كمعركة أوسترليتز مطلع ديسمبر 1805 التي هزم خلالها نابليون بونابرت النمساويين والروس، ومعركة يينا-أويرشتيد منتصف أكتوبر 1806 التي انتصر فيها الفرنسيون على بروسيا، ومعركة فاغرام عام 1809 التي هزم في خضمها النمساويون أمام جيوش نابليون.
وأثناء فترة تواجد الحصان مارينغو بين يدي بونابرت، حقق مارينغو العديد من الإنجازات، فتحدّث كثيرون عن تمكنه من قطع المسافة بين مدينتي برغش وبلد الوليد الإسبانيتين خلال 5 ساعات فقط، كما صنّف كواحد من الأحصنة القلائل التي عادت سليمة من الحملة النابليونية على روسيا عام 1812.
إلى ذلك، كان مارينغو حاضرا يوم 18 يونيو 1815 ضمن معركة واترلو، التي مثلت آخر معركة شارك فيها الإمبراطور الفرنسي نابليون بونابرت شخصيا. وقد أسفرت ملحمة واترلو حينها عن هزيمة الفرنسيين وأجبرت نابليون بونابرت على التنازل عن العرش يوم 22 يونيو من نفس السنة أي بعد مضي نحو 100 يوم فقط عن عودته لسدة الحكم عقب هربه من منفاه بجزيرة ألبا.

## نقل مارينغو إلى بريطانيا

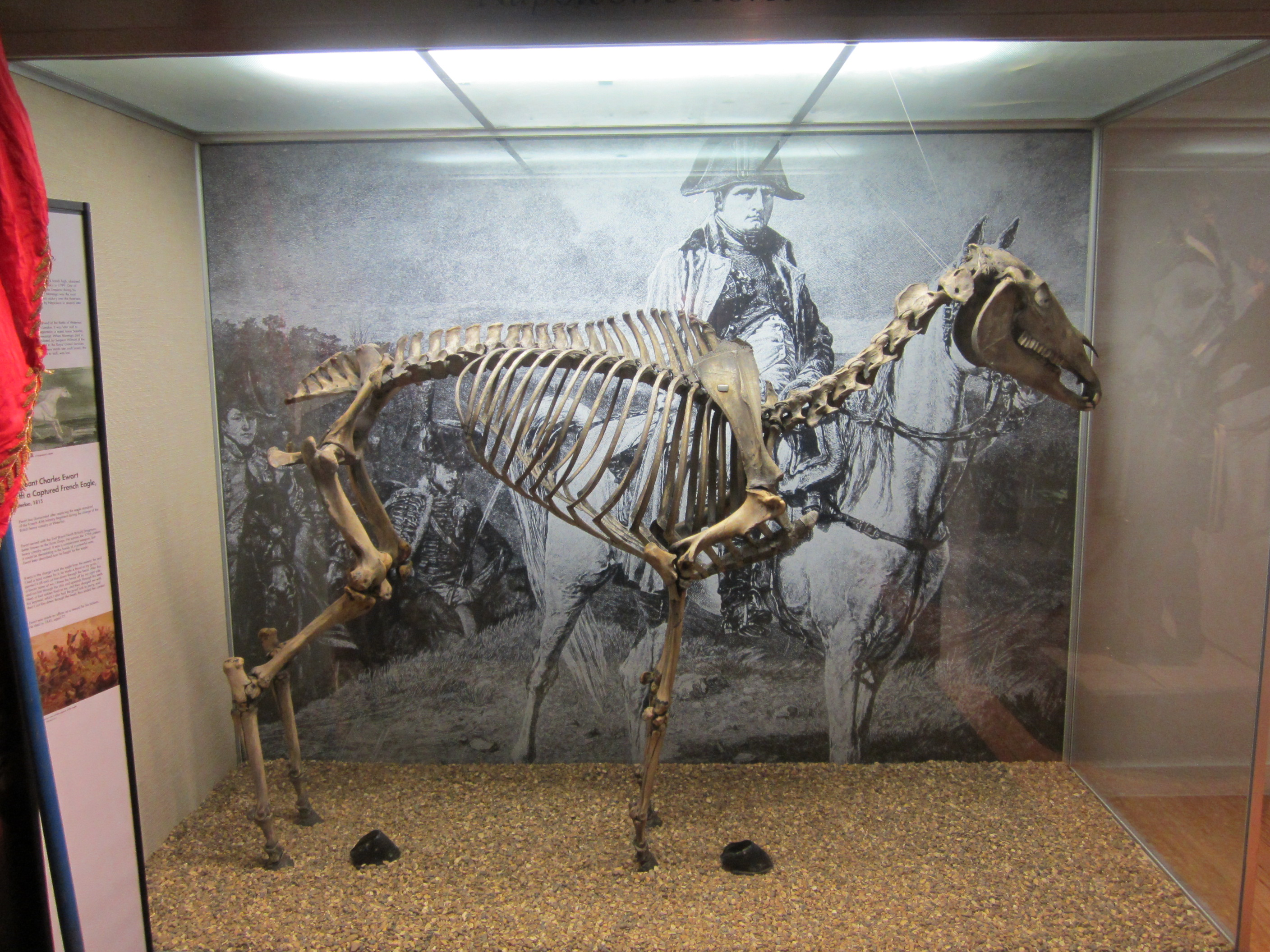
الهيكل العظمي لمارينغو

مع حلول ليل 18 يونيو 1815 خلال معركة واترلو، تمكن البريطانيون من الإمساك بالحصان مارينغو، حصان نابليون بونابرت، المقدر عمره حينها بنحو 22 عاما. وعلى حسب العديد من المصادر، حمل هذا الحصان خمس إصابات بجسمه لحظة القبض عليه فنقل على إثر ذلك من قبل أحد الضباط البريطانيين ليباع بمزاد بإنجلترا خلال الأشهر التالية.
وعلى مدار سنوات، عرض مارينغو على العامة أثناء الاستعراضات قبل أن يحال على التقاعد بحلول السابعة والعشرين من عمره ليقضي ما تبقى من عمره في التنقل بين الإسطبلات ويفارق الحياة عام 1831 أي بعد عشر سنوات عن وفاة سيده نابليون بونابرت يوم 5 مايو 1821 بمنفاه بجزيرة سانت هيلينا.
لاحقا، اتجه البريطانيون لنقل ما تبقى من مارينغو نحو المتحف العسكري الوطني بتشيلسي، ولا تزال عظام مارينغو قبلة للعديد من الزوار المعجبين بشخصية نابليون بونابرت.